# Желиборські
Желиборські гербу Сас — руський шляхетський рід.

## Представники
- Михайло
  - Катерина Желіборська гербу Сас, дружина донька Михайла Дідушицького[1]

- Арсеній, у світі Андрій
- Атанасій, у світі Адам